# Iowa Wild
Gli Iowa Wild sono una squadra di hockey su ghiaccio dell'American Hockey League con sede nella città di Des Moines, nello stato dell'Iowa. Sono affiliati ai Minnesota Wild, squadra della National Hockey League. Nati nel 2013, disputano i loro incontri casalinghi presso la Wells Fargo Arena.

## Storia
Gli Houston Aeros nacquero come expansion team della International Hockey League nel 1994. Il nome riprendeva quello della formazione omonima che militò nella World Hockey Association negli anni '70. Nel 2001, dopo lo scioglimento della IHL, gli Aeros furono una delle sei squadre ad unirsi alla American Hockey League. Dopo sole due stagioni nel 2003 riuscirono a vincere la Calder Cup. Dal 2001 sono stati affiliati alla franchigia dei Minnesota Wild.
Il 18 aprile 2013 i Minnesota Wild annunciarono che la Minnesota Sports and Entertainment non riuscì a trovare un accordo per la concessione del Toyota Center, e che Aeros si sarebbero trasferiti a Des Moines, nell'Iowa, a partire dalla stagione 2013-14. Dal 2005 al 2009 la città aveva già ospitato la franchigia di AHL degli Iowa Chops. Il 22 aprile fu invece presentato al pubblico il nuovo logo della squadra, ispirato al logo secondario dei Minnesota Wild.

### Affiliazioni
Nel corso della loro storia gli Iowa Wild sono stati affiliati alle seguenti franchigie della National Hockey League:
- Minnesota Wild: (2013-)

## Record stagione per stagione
| Stagione  | Division | Gare | V  | S  | OTL | SOL | Punti | GF  | GS  | Piazzamento | Play-off |
| --------- | -------- | ---- | -- | -- | --- | --- | ----- | --- | --- | ----------- | -------- |
| Iowa Wild |          |      |    |    |     |     |       |     |     |             |          |
| 2013-14   | Midwest  | 76   | 27 | 36 | 7   | 6   | 67    | 169 | 235 | 5°          |          |
| 2014-15   | West     | 76   | 23 | 49 | 2   | 2   | 50    | 172 | 245 | 5°          |          |
| 2015-16   | Central  | 76   | 24 | 41 | 5   | 6   | 59    | 169 | 225 | 8°          |          |

## Record della franchigia

### Carriera
Gol: 39  Tyler Graovac
Assist: 48  Tyler Graovac
Punti: 87  Tyler Graovac
Minuti di penalità: 277  Kurtis Gabriel
Vittorie: 20  Johan Gustafsson
Shutout: 3  John Curry
Partite giocate: 176  Tyler Graovac

## Palmarès

### Premi individuali
- Fred T. Hunt Memorial Award: 1

Jake Dowell: 2013-2014